# Chris Duesterdiek
Christopher „Chris“ Robin Duesterdiek ist ein kanadischer Tontechniker.

## Leben
Duesterdiek begann seine Karriere Ende der 1990er Jahre zunächst als Produktionsassistent. Ab 2000 arbeitete er zunächst beim Fernsehen als Tontechniker, unter anderem an Fernsehserien wie Dark Angel und Andromeda. Sein Filmdebüt war Out of Line – Neben der Spur mit Jennifer Beals in der Hauptrolle. Nach kanadischen Filmproduktionen wie The Snow Walker – Wettlauf mit dem Tod und The Keeper erhielt er später auch Engagements für Hollywoodproduktionen. Für The Revenant – Der Rückkehrer wurde er 2016 mit dem BAFTA Film Award in der Kategorie Bester Ton ausgezeichnet. Bei der Oscarverleihung 2016 war er zudem für den Oscar in der Kategorie Bester Ton nominiert, konnte den Preis jedoch nicht entgegennehmen. 

## Filmografie (Auswahl)

### Film
- 2003: The Snow Walker – Wettlauf mit dem Tod (The Snow Walker)
- 2004: The Keeper
- 2004: Chestnut – Der Held vom Central Park (Chestnut: Hero of Central Park)
- 2006: Fido – Gute Tote sind schwer zu finden (Fido)
- 2008: Sleepwalking
- 2010: Marmaduke
- 2012: Das gibt Ärger (This Means War)
- 2012: Underworld: Awakening
- 2013: Elysium
- 2014: Nachts im Museum: Das geheimnisvolle Grabmal (Night at the Museum: Secret of the Tomb)
- 2015: The Revenant – Der Rückkehrer (The Revenant)

### Fernsehen
- 2000: Dark Angel
- 2000: Andromeda (Gene Roddenberry’s Andromeda)
- 2004: Stargate Atlantis (Stargate: Atlantis)
- 2005: Stargate – Kommando SG-1 (Stargate SG-1)
- 2007: Psych
- 2006–2009: Kyle XY

## Auszeichnungen
- 2016: Oscar-Nominierung in der Kategorie Bester Ton für The Revenant – Der Rückkehrer
- 2016: BAFTA Film Award in der Kategorie Bester Ton für The Revenant – Der Rückkehrer